# هاري بيمس
هاري بيمس (بالإنجليزية: Harry Bemis)‏ هو لاعب كرة قاعدة أمريكي، ولد في 1 فبراير 1874 في فارمينغتون في الولايات المتحدة، وتوفي في 23 مايو 1947 في كليفلاند في الولايات المتحدة.

## وصلات خارجية
- هاري بيمس على موقعبيزبول رفرنس.كوم (الدوري الرئيسي) (الإنجليزية)
- هاري بيمس على موقعبيزبول رفرنس.كوم (الدوري الثانوي) (الإنجليزية)
- هاري بيمس على موقع مشجعي الرسوم البيانية (الإنجليزية)